# Forma geomètrica
Forma geomètrica, el sentit més simple i probablement originari de la paraula forma fa referència a la figura espacial dels cossos materials sòlids. Però la peculiaritat del terme consisteix en l'abstracció que fem en prescindir de la matèria de les coses i considerar la figura en si mateixa com una cosa independent, és a dir, com a forma. Així classifiquem els objectes segons les seves formes abstractes, quadrats, cercles, esferes, etc. agrupant-los pel que tenen de comú sense tenir en compte la matèria o contingut que els diferencia.
Des d'antic es van trobar les propietats que afecten a les coses pel que fa a figures espacials naixent la geometria com ciència amb caràcter necessari, és a dir de coneixement d'acord amb lleis i principis generals.

## Forma com aspecte visual i com a estructura
La definició de forma en relació al llenguatge visual té una doble accepció, fonamentada en la realitat que les coses mostren en la seva configuració, determinada, doncs, per la seva aparença:
- És l'aparença externa de les coses.
- És també la seva estructura expressiva plàstica, on s'assenta la seva identitat visual.

La primera es modifica segons els condicionants físics de la seva percepció, com són la il·luminació, el punt de vista, el subjecte observador, etcètera. La segona és immutable, en el seu esquelet i carcassa. La forma és el contorn d'un objecte sensible, la línia que precisa i aïlla del medi ambient la realitat física de l'objecte, el que determina la diferència i la forma de ser dels ens. Després, la forma és, essencialment qualitat i forma de ser del signe. La forma penetra també en tota l'organització dels cossos, fent-estructura i organisme. Es parla pròpiament de forma referint a l'espai intern; l'espai extern s'anomena contraforma:
- Contorn : Seria el conjunt d'arestes i cares que tanquen un volum o massa. En aquest aspecte seria l'aspecte superficial d'una forma particular.
- Mida : La mida depèn de la relació i comparació entre una forma i una altra.

Així, es poden establir formes més grans, si es compara amb una altra de mida menor. Es pot parlar de formes grans i petites quan es tracta de diferenciar dins el context d'una disposició i "forma constitutiva".
- Color : La forma pot percebre gràcies al color: generalment, el que es veu com a forma no pot separar-se del que es veu com a color, ja que el color en la forma és senzillament la reacció d'un objecte als raigs de llum mitjançant els quals el percebem. El color, juntament amb la textura, conforma l'aspecte superficial de la forma.
- Textura : Es refereix a l'aparença externa de la forma que podem percebre a través de la vista i el tacte, segons el tractament que se li doni a la superfície d'aquesta. La textura en la forma pot rebre variacions pel que fa al color, una forma de textura rugosa, si és tractada amb el mateix color que una altra de textura llisa, pateix alteracions del seu color perquè hi ha més concentració de pigments i, per tant, aquest es veu més intens.
- Posició : Es relaciona més amb el concepte de forma compositiva o composició i tenen a veure amb la forma en l'espai. Quan relacionem la forma amb l'àmbit o camps on es desenvolupa la percepció visual, podem determinar la seva posició. Els eixos dominants estableixen un marc de referència en el món visual. Per exemple: horitzontal o vertical, i també la direcció de la forma. La posició i l'orientació de la forma depenen també de la seva organització en la composició.

## Classificació de les Formes
- Formes Bàsiques/Geomètriques Dibuix Artistico amb Medrano

Són el cercle, el quadrat i el triangle equilàter. Cadascuna d'elles té les seves pròpies característiques i són la base per a la formació de noves obres. Les veiem en arquitectura i en la manufactura de nous objectes.
- Formes orgàniques o Naturals

Són aquelles que pertanyen a la naturalesa, a les que l'home recorre, generalment per a les seves creacions artístiques.
- Formes Artificials

Són aquelles creades o fabricades per l'home.
El disseny dels automòbils, per exemple.
Una cadira, una taula, etc.
a) Geomètriques, construïdes matemàticament.
b) Orgàniques, envoltades per corbes lliures que suggereixen fluïdesa i desenvolupament.
c) rectilínies, limitades per línies rectes que no estan relacionades matemàticament entre si.
d) Irregulars, limitades per línies rectes i corbes que no estan relacionades matemàticament entre si.
e) manuscrites, cal·ligràfiques o creades a mà alçada.
f) Accidentals, determinades per l'efecte de processos o materials especials o obtinguts accidentalment.
Les formes planes poden ser suggerides per mitjà del dibuix.

## Classes de forma
- Formes simbòliques : Tenen una significació que va més enllà del que es representa. Algunes tenen significat patriòtic, religiosos, poètic, onírics, sexuals, guerrers, de pau, etc. Aquests significats estan expressats en la forma o implícits en elles. No obstant això, l'observador necessita coneixement d'una clau o convenció d'aquestes. Un exemple d'una forma simbòlica és la bandera nacional.
- Formes Obertes i Tancades : La forma oberta es percep amb més facilitat quan es relacionen amb el fons, ja que una de les seves característiques principals és que s'integren a l'o al medi. En la pintura, la forma oberta s'expressa a través del poc contrast i la passada per mitjà del qual es fon amb el fons.

La forma tancada es diferencia de l'oberta pel seu contorn, per la continuïtat del contrast pel que fa al fons. Podem distingir quan observem una obra pictòrica o un disseny gràfic.
En l'escultura i l'arquitectura, la forma oberta s'expressa per la interpretació d'aquestes, no hi ha delimitació precisa entre exterior i interior, entre concavitat i convexitat.
- Formes Abstractes : són aquelles que no representen quelcom concret. Aquesta formes tenen bellesa absoluta pel fet que cap obra és igual que l'altra.
- Formes Figuratives : Són aquelles formes concretes usades normalment per a expressar idees d'imatges amb formes existents, però les modifiquen en funció de la composició.
- Forma Simètrica : Les formes simètriques són aquelles de correspondència exacta en forma, mida i posició de les parts d'un tot. A la natura trobem una gran varietat de formes simètriques, també en obres artístiques trobem simetria.

Segons les seves dimensions, les formes són: bidimensionals i tridimensionals.
- Forma Tridimensional : La forma tridimensional té volum, massa i tres dimensions: llarg, ample i profunditat, l'espai que ocupen és real. Es poden veure de front, de costat o per darrere, poden tocar-se. Sovint és possible veure-les sota diferents condicions de lluminositat i els seus plans d'observació són múltiples.
- Formes bidimensionals: És plana, i com el seu nom indica té dues dimensions: ample i llarg. En les pintures i en les fotos les formes són bidimensionals perquè només les percebem del costat frontal.
- Formes Positives i Formes Negatives : Generalment la forma se la veu com a ocupant d'un espai, però també pot ser vista com un espai en blanc, envoltat d'un espai ocupat. Quan ocupa l'espai es diu que és positiva. Quan es percep com un espai en blanc, envoltat per un espai ocupat és anomenada negativa. En blanc i negre tendim a considerar l'espai en blanc buit i al negre ocupat, per tant considerem una forma negra positiva i una blanca negativa. Quan aquestes s'interrelacionen es torna més difícil distingir una de l'altra. La forma sigui positiva o negativa és esmentada comunament com la figura que està sobre un fons. Aquesta relació pot ser reversible.
- Forma ambigua : Segons la nostra organització perceptual, aquestes formes admeten diverses interpretacions. Les figures o formes reversibles presenten certa ambigüitat perquè es perceben alternativament les zones corresponents a figures i fons, positius o negatius. Les figures o formes impossibles es poden dibuixar, però no es poden construir en tres dimensions, és a dir, tenen un caràcter bidimensional: en tractar de construir-les en tres dimensions es desorganitza la seva configuració. Les figures o formes virtuals es configuren per l'efecte visual de tancament.
- Forma Estilitzada : És una forma a la seva màxima simplicitat. En general la complexitat del motiu es redueix a formes geometritzades que caracteritzen els seus trets fonamentals.

Des de la prehistòria fins als nostres dies observem algunes manifestacions de formes estilitzades en obres artístiques, es fa servir també com un recurs molt valuós en les arts decoratives per a la decoració d'objectes i tèxtils i, en arts gràfiques, per a la confecció de cartells i tanques amb fins artístics i publicitaris.
- Forma Reversible : Són totes aquelles formes a les quals se'ls pot interpretar de diverses maneres. El cub de Necker és un bon exemple d'aquest tipus de forma.

## Processos d'elaboració de formes
- Esquinçat : consisteix a doblegar un full de paper en quatre parts i esquinçar qualsevol forma en el centre del paper. El resultat serà la forma positiva i el fons serà la forma negativa. Després s'aplica pigment negre a la zona positiva.
- Disposició de mòduls dimensionals : hem retallat nou quadrets en cartolina de color i els hem col·locat en un format, de forma que tots conformi un únic bloc visual. Els quadrets s'han disposat de forma que la distància que sigui igual entre cada un d'ells, per donar visió d'un conjunt i aconseguir una forma.
- Descomposició de la Forma : hem retallat dues formes bidimensionals bàsiques, en aquest cas, dos quadres i hem efectuat en cada forma quatre talls de línia recta. Si posem les peces de la primera forma sobre el suport, separades amb una mateixa distància, la forma quadrada es conserva. En canvi al posar les peces de la segona forma sobre el suport, però aquesta vegada ordenades de forma diferent, s'obté la descomposició de la forma.
- Construcció de sòlids : es dibuixa i es retalla en una cartolina el desenvolupament de la forma desitjada. En aquest cas hem treballat amb una galleda. En doblegar cadascuna de les seves cares i enganxar amb cola plàstica les pestanyes s'obté una construcció sòlida
- Formes tridimensionals : per construir un sòlid dibuixa el desenvolupament de la forma desitjada ja sigui cub, con, triangle, etc. En cartolina de construcció retalla i doblega cada intercepció i procedeix a armar-lo, pegant les aletes extremes.